# 关鹤岩
关鹤岩（1921年10月8日—2005年12月19日），男，锡伯族，遼寧开原人，中国音乐家，儿歌《丢手绢》的作者。

## 生平
他在1942年到延安參加西北文藝工作團，1948年創作了《丟手絹》，1955年成為中國音樂家協會西安分會的主席，1984年成為陝西省文聯副主席。除了歌曲之外，他還創作了許多歌劇、和電影音樂。

## 家庭
伯父关俊彦，堂兄关鹤童。